# Władimir Kuzniecow (komik)
Władimir „Vovan” Kuzniecow (ros. Владимир Кузнецов; ur. 11 listopada 1986) – rosyjski komik.
Wraz z Aleksiejem Stolarowem tworzy duet Vovan i Lexus. Ofiarami ich żartów były różne osoby ze świata polityki i kultury, znaleźli się wśród nich m.in.: Petro Poroszenko, Recep Erdogan, John McCain, Jens Stoltenberg, Michaił Gorbaczow, Ihor Kołomojski, Witalij Kliczko, Elton John. 13 lipca 2020 przeprowadzili rozmowę z Andrzejem Dudą, tuż po II turze wyborów prezydenckich. Kancelaria Prezydenta potwierdziła autentyczność zamieszczonego w sieci nagrania; odniósł się do niego również sam prezydent za pośrednictwem serwisu Twitter.  W rozmowie poruszono problematykę praw społeczności LGBT, kwestię walki z COVID-19 oraz temat relacji polsko-rosyjskich i polsko-ukraińskich. Padło również pytanie o to, czy Polska chce odzyskać tereny dawnych Kresów Wschodnich, jak np. miasto Lwów.
Od 2016 r. współprowadzi program telewizyjny Zwonok. Występował w audycji radiowej Tielefonnyje riebiata.